# Straßenschaden

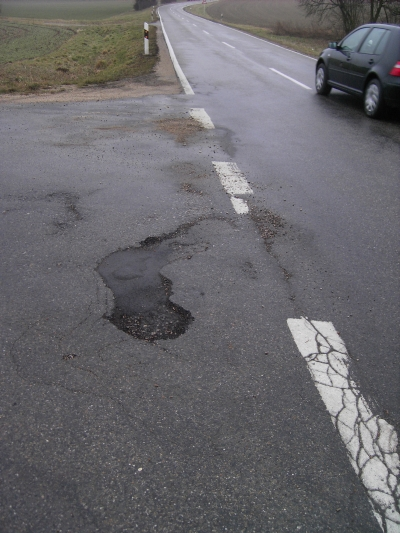
Tiefe Ausbrüche und Netzrisse in einer Fahrbahnbefestigung

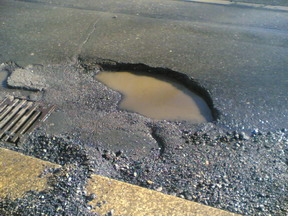
Ausbruch und mangelhafte Entwässerung einer Fahrbahn

Zusatzzeichen 1007–1034 der Straßenverkehrsordnung: „Straßenschäden“

Ein Straßenschaden kennzeichnet den mangelhaften Zustand einer Straßenbefestigung. Dabei werden nur Schäden betrachtet, die sich auf der Straße, nicht jedoch an der Straßenausstattung in den Seitenräumen befinden.
Die Ursachen für Straßenschäden sind vielfältig und reichen von mangelhafter Bauausführung bis hin zu übermäßiger Nutzung und schädigenden Umwelteinflüssen. Abhängig von der Schwere des Schadens werden unterschiedliche Maßnahmen der Straßeninstandsetzung notwendig. Beispiele sind Nahtsanierung und Oberflächenbehandlung.
In Deutschland gibt es eine amtliche Zustandserfassung und -bewertung von Straßen.

## Zustandsmerkmale
Bei der Betrachtung von Straßenschäden kann zwischen mehreren Zustandsmerkmalen unterschieden werden:

### Ausmagerung und Splittverlust
Im Fall einer Ausmagerung kommt es zum Verlust von Mörtel oder bituminösem Bindemittel aus der Fahrbahnoberfläche. Die Folge der Ausmagerung ist der Splittverlust, also das Herauslösen von oberflächennaher Gesteinskörnung aufgrund fehlenden Bindemittels. Ursachen für diese Schäden kann ein mangelhafter Verbund zwischen der Gesteinskörnung und dem Bindemittel sein, also beispielsweise eine fehlerhafte Mischgutzusammensetzung. Es ist jedoch auch möglich, dass beim Asphalteinbau nicht ordnungsgemäß mit Walzen verdichtet wurde.
Auf reinen Schotterstraßen saugt der Unterdruck unter schnellfahrenden Fahrzeugen Staub, Bindemittel und feine Sandpartikel aus der Oberfläche, was zu Staubwolken hinter dem Fahrzeug führt (siehe dazu auch Makadam). Sammelt sich Niederschlagswasser in einem Schlagloch, so spritzen Feinbestandteile mit Spritzwasser davon, wenn ein Fahrzeug durchfährt. Versickerndes Wasser transportiert diese Feinbestandteile in tieferliegende Poren und Sickerwasser staut sich, das Schlagloch bleibt wassergefüllt. Wird in der Folge das Schlagloch mit frischem Schotter aufgefüllt ohne den Untergrund durchlässiger zu machen, so staut sich das Sickerwasser weiterhin, Materialabtrag erfolgt ebenso durch Wegspritzen und ein neues Schlagloch entsteht an derselben Stelle des „alten“ aufgefüllten Schlaglochs.

### Bindemittelanreicherung
Bei der Bindemittelanreicherung (auch Überfettung genannt) lagert sich bituminöses Bindemittel aufgrund der Verkehrsbelastung an der Straßenoberfläche ab. Dies geschieht, wenn das Mischgut im Endzustand einen zu hohen Bindemittelgehalt und/oder einen zu geringen Hohlraumgehalt besitzt.

### Ausbruch
Ausbrüche (umgangssprachlich auch Schlagloch genannt) sind Folgeschäden von Frostaufbrüchen (blasenartige Aufwölbungen oder Spalten), bei dem die Ränder weggebrochen sind. Im Laufe einiger Tage bis Wochen verbreitert und vertieft sich der Defekt, was zu Frostschäden bis zu einem Ausmaß von etwa 1 Meter Größe bzw. 20 cm Tiefe gehen kann. Durch häufigen Wechsel von Frost- und Tauperioden können in wenigen Wochen durch Frostaufbrüche bis zu knöcheltiefe Ausbrüche in Fahrbahnen entstehen.
Frostaufbrüche treten auf, wenn Wasser durch die defekte Oberfläche eines Straßenbelages eindringen kann und beim Frieren die Eissprengung diese Risse vergrößert. Auch seitlich oder von unten her kann Wasser eintreten, das jedoch bei einer intakten Straße durch die frostschützende Schotterung im Oberbau vermieden wird.
Besonders häufig sind diese Aufbrüche auf Nebenstrecken, wenn die Straßenschäden der vergangenen Jahre teilweise nur oberflächlich saniert worden sind, oder auf Fahrwegen und wassergebundenen Decken.

### Aufwölbung
Die Aufwölbung ist eine wulstartige Erhebung der Fahrbahnoberfläche im Bereich der Rollspurränder. Dieser Schaden ereignet sich nur bei Asphaltbefestigungen und ist oftmals eine Begleiterscheinung von Spurrinnen und Rissen. Durch die Aufwölbung geht die geforderte Längs- und v. a. Querebenheit der Fahrbahn verloren.
- Abplatzung entstehen insbesondere bei Betonfahrbahnen. Dort kommt es aufgrund von mangelhafter Betonverarbeitung und Bewehrungskorrosion zu Abplatzungen.
- Risse in der Fahrbahnbefestigung können viele Ursachen haben. Dabei ist zwischen Einzelrissen und Netzrissen zu unterscheiden. Einzelrisse treten auf, wenn der Baustoff ermüdet oder unten liegende Risse nach oben durchschlagen (so genannte Reflexionsrisse). Netzrisse entstehen in der Regel wegen zu hoher Verkehrsbelastung und zu geringer Schichtdicken sowie schlechter Tragfähigkeit des Ober- und Unterbaus.
- Offene Nähte werden erzeugt, wenn Fehler beim Einbau von Walzasphalt gemacht wurden oder die Fugenausbildung mangelhaft ausgeführt wurde.
- Das Auftreten von mangelhafter Griffigkeit auf Fahrbahnoberflächen hängt mit dem Polieren der Gesteinskörnung oder einer Überfettung der Asphaltdeckschicht zusammen.
- Unebenheiten und Verformungen finden ihre Ursache in zu schwach dimensionierten Straßenbefestigungen sowie einen mangelhaften Schichtenverbund.
- Ein fehlender Wasserabfluss kommt zustande, wenn die Entwässerungseinrichtungen der Straße nicht oder nur unzureichend funktionieren und daher Oberflächenwasser auf der Fahrbahn verbleibt.
- Mangelhafte Fahrbahnmarkierungen treten auf, wenn sich Teile der Fahrbahnmarkierungen ablösen oder abbrechen und ihre Wirkung damit verloren geht.

## Folgen für den fließenden Verkehr

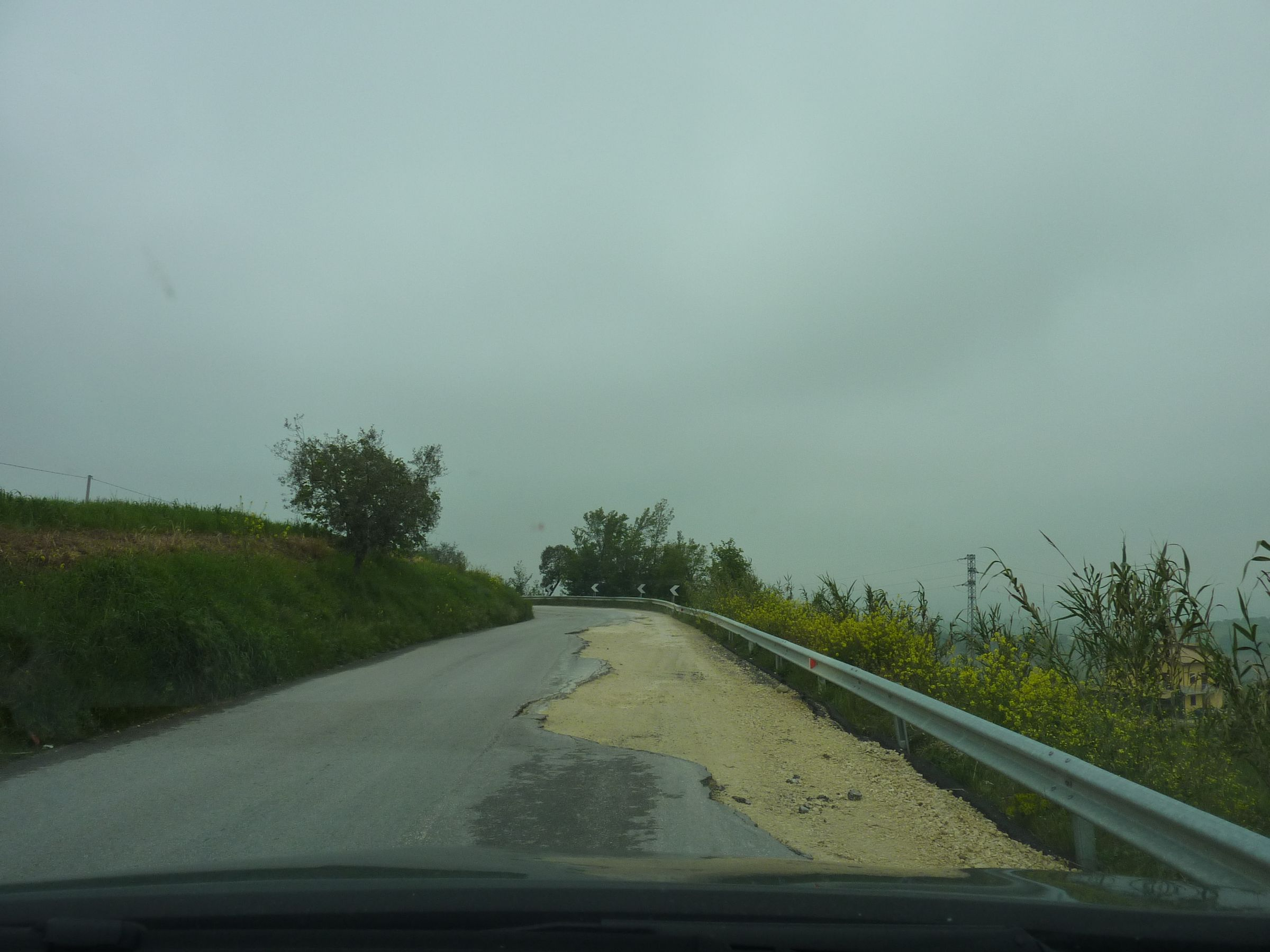
Fehlender Belag auf einer Straßenseite

Die Folgen von Straßenschäden wirken sich in erster Linie negativ auf die Bausubstanz der Straße und damit auf die Lebensdauer aus. Dennoch gibt es auch Schäden, die den fließenden Verkehr beeinflussen und gefährden können. Wenn das Rad eines Fahrzeugs über bzw. in das Schlagloch fährt, federt es aus und an der gegenüberliegenden Kante schlagartig wieder ein, woher auch der Name kommt. Rasches Fahren über ein tiefes Schlagloch kann erhebliche Schäden an einem Fahrzeug und auch Unfälle verursachen, insbesondere in der Kurvenfahrt.
Die häufigsten Schäden treten an den Reifen, am Fahrwerk und an der Lenkung auf. Die letztgenannten Schäden sind seltener, wenn die Stoßdämpfer einwandfrei funktionieren.
Zwar ist es in Industrienationen üblich, dass der Straßenerhalter allfällige Straßenschäden ehemöglichst beheben muss, doch sind auch die Lenker von Fahrzeugen verpflichtet, die Fahrweise dem Straßenzustand anzupassen. Wenn Schlaglöcher oder andere Hindernisse zu erwarten sind oder wenn Verkehrszeichen auf diese Möglichkeit hinweisen, ist die Geschwindigkeit so weit zu vermindern, dass man auch auf schwer erkennbare Schlaglöcher „noch rechtzeitig reagieren kann“
Das „Fahren auf Sicht“ und Einhalten des Sicherheitsabstandes bedeuten hier nicht nur die übliche Voraussicht wegen anderer Verkehrsteilnehmer, sondern auch deren möglicher Reaktion auf überraschende Hindernisse. Bei nötiger Aufmerksamkeit können Schäden am Fahrzeug und Unfälle im Regelfall vermieden werden.

## Rechtliche und administrative Aspekte (Deutschland)
Der Straßenbaulastträger einer Straße hat im Rahmen der Verkehrssicherungspflicht die Aufgabe, Straßenschäden in kurzer Zeit zu beseitigen. In diesem Zusammenhang kritisiert der ADAC, dass die Schwerfälligkeit und Innovationsfeindlichkeit mancher Verantwortlicher in den zuständigen Behörden dazu führe, dass der Einsatz zeitgemäßer und wirtschaftlicher Straßensanierungsmethoden (Abfräsen der beschädigten Fahrbahndecke, Einbringen von Wachs-Öl-Zusätzen oder polymerer Bindemittel in den Asphalt und Neuauftragen der Fahrbahndecke u. ä.) nur unzureichend zum Zuge kommt. Aufgrund knapper Kassen der Kommunen sowie der hohen Kosten für Instandsetzungsarbeiten werden häufig nur kleine Ausbesserungsarbeiten ausgeführt, deren häufiges Erforderlichwerden in den meisten Fällen zu einer völlig unwirtschaftlichen Straßeninstandhaltung führt. Von Fall zu Fall kann durch die flickwerkartigen Ausbesserungen die Unfallgefahr in Kurven und bei Nässe steigen, insbesondere für Fahrer von Zweirädern.
Wieweit die Haftung des Straßenerhalters für eingetretene Unfälle oder Schäden geht, kann nicht generell gesagt werden, sondern hängt von den näheren Umständen und den daraus eventuell folgenden Fahrerpflichten ab. Der Straßenerhalter haftet für Unfälle durch Fahrbahnschäden nur bei grobem Verschulden oder Vorsatz – etwa, wenn er von der Gefahr gewusst, aber nichts dagegen unternommen hat. Erhält er für die Benutzung der Straße eine Maut (z. B. auch als Autobahnvignette), so haftet der Straßenerhalter schon bei leichter Fahrlässigkeit, wenn er nicht beweisen kann, dass ihn am Unfall bzw. Schaden kein Verschulden trifft.
Ein Gerichtsurteil in Westfalen stellte 2003 fest, dass sich die Fahrbahn nur an jenen Anforderungen ausrichten müsse, für deren Zweck sie bestimmt sei. Daher wurde die Kommune von der behaupteten Schuld an einem Unfall freigesprochen, den eine Fußgängerin beim Sturz über ein Schlagloch erlitt, als sie nachts zu ihrem gegenüber parkenden Auto ging. Die Kommune müsse zwar für einen gefahrlosen Zustand der Straßen für ihre Benutzer sorgen, hinsichtlich der Fußgänger jedoch nur für eine gefahrlose Benutzung der Bürgersteige.
Um die Haftungsfrage zu klären, sollten Verkehrsteilnehmer den Schaden am Auto und den Fahrbahnzustand am Unfallort dokumentieren. Fotos, Zeugenaussagen anderer Verkehrsteilnehmer und das Hinzurufen der Polizei können hilfreich sein. Den entstandenen Schaden am Kraftfahrzeug übernimmt bei einem Schlaglochunfall die Vollkaskoversicherung.